# Ed Scott
Edward Antonio Scott (ur. 29 marca 1981 w Columbii) – amerykański koszykarz występujący na pozycji rozgrywającego.
W 2003 roku został wybrany w drafcie do ligi USBL z numerem 52 przez Westchester Wildfire. Obóz przedsezonowy spędził z francuskim zespołem Le Mans, został zwolniony tuż przed rozpoczęciem rozgrywek zasadniczych. W listopadzie 2003 podpisał umowę z zespołem NBDL – Charleston Lowgators. Tym razem również nie rozegrał w nim żadnego spotkania sezonu regularnego. W styczniu 2004 roku trafił do Austrii, gdzie rozegrał 10 spotkań. W lipcu wziął udział w rozgrywkach letniej ligi NBA – Southern California Summer Pro League w Long Beach, gdzie reprezentował barwy zespołu Sacramento Kings. Następnie przystąpił do draftu NBDL, w którym to został wybrany z numerem 22 przez Huntsville Flight. W grudniu trafił do Polski, gdzie spędził dwa sezony, uwieńczone tytułami wicemistrza Polski. 
Po zakończeniu rozgrywek 2005/06 trafił do Niemiec, gdzie rozegrał 2 spotkania w EWE Baskets Oldenburg, po czym wylądował w Australii. Opuścił klub z powodu braku wynagrodzenia i powrócił do Polski, zasilając tym razem Energię Czarni Słupsk. W 2008 roku występował jeszcze w Estonii, na Cyprze i ponownie w Polsce, jako gracz Polpharmy Starogard Gdański. W 2010 roku został po raz kolejny wicemistrzem, tym razem Słowacji.

## Osiągnięcia
NCAA
- Zaliczony do[3]:
  - I składu ACC (2003)
  - III składu ACC (2002)

Drużynowe
- Wicemistrz:
  - Polski (2005, 2006)
  - Słowacji (2010)

Indywidualne
- Uczestnik meczu gwiazd PLK (2006)[4]